# Загряжский, Пётр Алексеевич
Пётр Алексеевич Загряжский (? — после 1640) — стольник, окольничий и воевода Русского царства.
Из дворянского рода Загряжских. Средний сын воеводы Алексея Фёдоровича Загряжского. Имел братьев Фёдора и Григория Алексеевичей.

## Биография
В 1613 году состоял товарищем воеводы в Устюжне Железопольской. В чине стольника послан в 1615 году из Москвы в Суздаль, чтобы выполнить боярский приговор — отвести в тюрьму князя Михаила Борятинского, не оказавшего должной помощи князю Василию Ивановичу Туренину в походе против польского полковника Александра Юзефа Лисовского разорявшего русские земли.
В 1623 году, на пути в Троицкий монастырь, в селе Братовщине «смотрел в кривой стол» во время обеда царя Михаила Фёдоровича. В 1625 году присутствовал при приёме кизильбашских послов и за обедом был в числе 50-ти стольников, которые ставили кушанья пред царём. Участник встречи персидского посла (17 мая 1625) и перед Государём есть ставил.
В 1625—1627 гг. воевода в Коломне.
В 1629 году, по случаю рождения царевича Алексея Михайловича, в чине московского дворянина (1629—1640), обедал за царским столом. В том же году сопровождал царя на богомолье в Угрешский монастырь и обедал там за его столом. В том же и следующем году упоминается в качестве помещика Вологодского уезда.
В 1631—1632 гг. полковой воеводой во Владимире.
В 1633 году был одним из участников возведения Земляного города и острога в Москве.
В 1634 году обедал у царя Михаила Фёдоровича в один из торжественных дней.
В 1636 году воевода Передового полка в Михайлове. Отпущенный к Москве, он, однако, смотря по «вестям», должен был быть в сходе с воеводами на Дедилове в передовом полку князя Ивана Засекина, или в Переяславле Рязанском у Ивана Траханиотова.
В 1639 году 2-й воевода на Крапивне.
В конце 1640 года во время богомольного похода царя Михаила Фёдоровича в Вязники, Пётр Алексеевич назначен «в окольничьи» вместе с Михаилом Михайловичем Салтыковым.
Умер бездетным.